# Estação LORAN das Flores
A Estação LORAN das Flores localizava-se na freguesia da Fazenda das Lajes, concelho de Lajes das Flores, na ilha das Flores, nos Açores.

## História
Constitui-se numa antiga estação do tipo "slave", integrante da cadeia NATO-D do sistema LORAN-A, operada pela Marinha Portuguesa entre 1965 e 31 de Dezembro de 1977.
A cadeia iniciava-se na Estação LORAN de Sagres, prolongando-se até à Estação LORAN de Santa Maria (STA "I" - Estação I) que, por sua vez operava como "master" dos prolongamentos até à Estação LORAN das Flores (STA "F" - Estação F, ramo 1S7), e à Estação LORAN de Porto Santo (STA "P" - Estação P, ramo 1S6).
A zona de recepção situava-se na vila das Lajes das Flores, constituindo a chamada "LORAN de Baixo".
Como as restantes estações operadas pela Armada Portuguesa, a Estação LORAN das Flores foi oficialmente criada pelo Decreto n.º 44 680, de 12 de Novembro de 1962[ligação inativa]. O prédio onde se encontrava instalada a Estação, com 89 088 m² de área, foi vendido pelo Estado na sequência da publicação do Decreto-Lei n.º 318/97, de 25 de Novembro[ligação inativa] que o desafectou do património militar.
Quando em 31 de Dezembro de 1977 foram desligadas as estações LORAN-A, a Marinha Portuguesa optou pelo sistema Omega, levando ao encerramento da estação. O edifício da antiga estação LORAN é hoje a sede dos Serviços de Ambiente na ilha.